# Aetingen

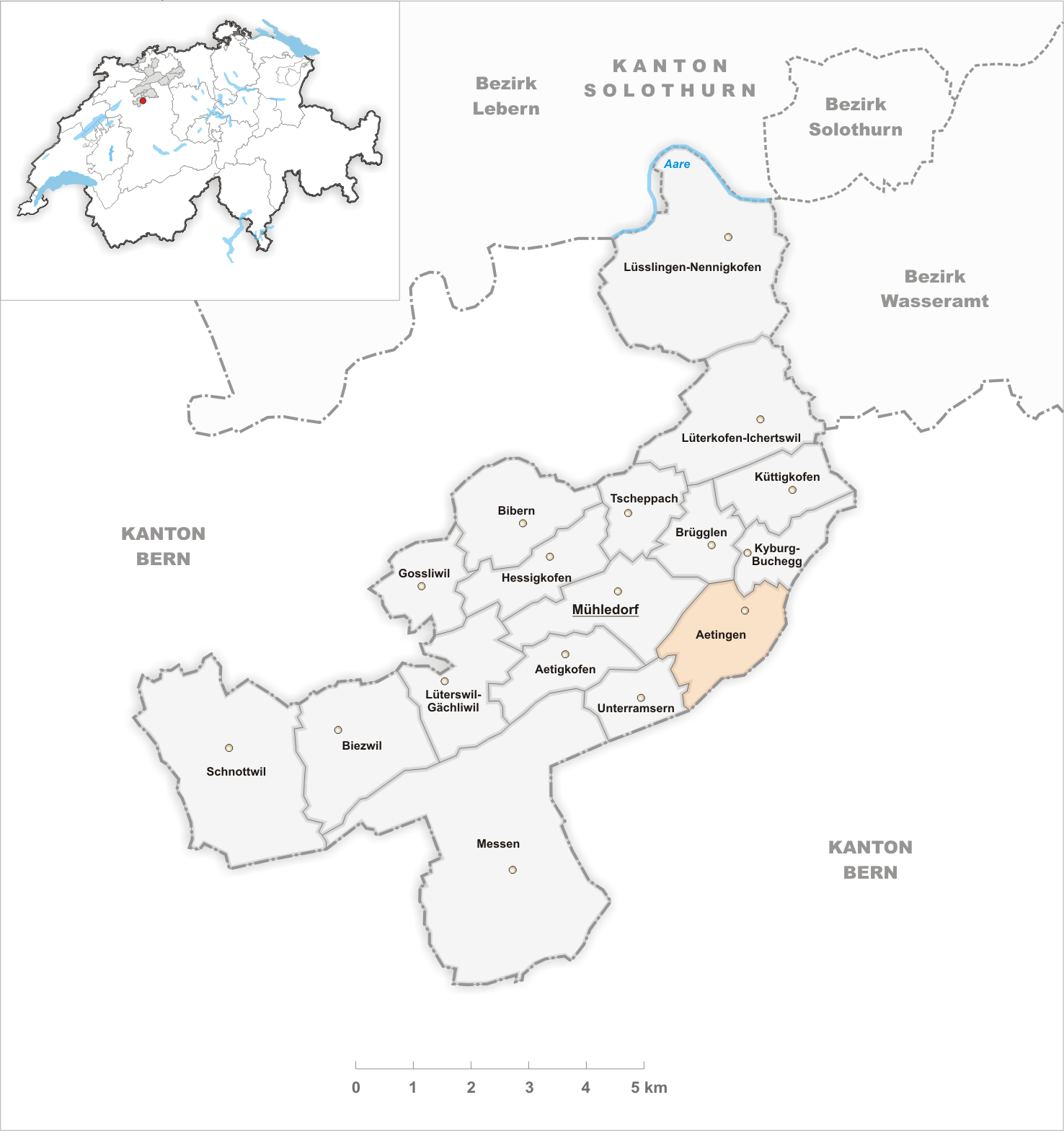
Gemeindestand vor der Fusion am 1. Januar 2014

Aetingen, selten auch Ätingen geschrieben, ist ein Dorf in der Gemeinde Buchegg im Schweizer Kanton Solothurn.
Bis am 31. Dezember 2013 war es eine eigene Einwohnergemeinde. Am 1. Januar 2014 fusionierte Aetingen mit den damaligen Gemeinden Aetigkofen, Bibern, Brügglen, Gossliwil, Hessigkofen, Küttigkofen, Kyburg-Buchegg, Mühledorf und Tscheppach zur neuen Gemeinde Buchegg.

## Geographie
Aetingen liegt auf 480 m ü. M., 8,5 km südsüdwestlich des Kantonshauptortes Solothurn (Luftlinie). Das Strassendorf erstreckt sich leicht erhöht am Südostfuss des Bucheggbergs, am Rand der Ebene des Limpachtals, im Solothurner Mittelland.
Die Fläche des 2,9 km² grossen Gemeindegebiets umfasst einen Abschnitt im Südwesten des Solothurner Mittellandes. Die südöstliche Grenze verläuft entlang des kanalisierten Limpachs. Von hier erstreckt sich der Gemeindeboden nach Nordwesten über die auf 465 m ü. M. liegende landwirtschaftlich intensiv genutzte Ebene des Limpachtals und auf die anschliessenden Molassehöhen des Bucheggbergs, wo am Hang des Chalgen mit 620 m ü. M. die höchste Erhebung von Aetingen erreicht wird. Im Bereich von Aetingen wird der dicht bewaldete Südosthang des Bucheggbergs durch mehrere Bachtälchen untergliedert. Von der Gemeindefläche entfielen 1997 6 % auf Siedlungen, 42 % auf Wald und Gehölze, 49 % auf Landwirtschaft und etwas weniger als 3 % war unproduktives Land.
Zu Aetingen gehören der Hauptteil der Ortschaft Brittern (472 m ü. M.) am Nordrand des Limpachtals am Fuss des Britternhubels sowie einige Einzelhöfe.

## Bevölkerung
Mit 297 Einwohnern (Stand 31. Dezember 2013) gehörte Aetingen zu den kleinen Gemeinden des Kantons Solothurn. Von den Bewohnern sind 96,3 % deutschsprachig, 2,6 % französischsprachig und 0,7 % sprechen Englisch (Stand 2000). Die Bevölkerungszahl von Aetingen belief sich 1850 auf 266 Einwohner, 1900 auf 303 Einwohner. Im Verlauf des 20. Jahrhunderts pendelte die Bevölkerungszahl im Bereich zwischen 290 und 320 Einwohnern, bevor in der zweiten Hälfte insgesamt ein leichter Bevölkerungsrückgang verzeichnet wurde.

## Wirtschaft
Aetingen war bis in die zweite Hälfte des 20. Jahrhunderts ein vorwiegend durch die Landwirtschaft geprägtes Dorf. Noch heute haben der Ackerbau und der Obstbau sowie die Viehzucht einen wichtigen Stellenwert in der Erwerbsstruktur der Bevölkerung. Weitere Arbeitsplätze sind im lokalen Kleingewerbe und im Dienstleistungssektor vorhanden, unter anderem in einem Betrieb des Gartenbaus und in einer Schreinerei. Aetingen ist Standort eines Golfplatzes. In den letzten Jahrzehnten hat sich das Dorf mit der Erschliessung neuer Wohnzonen am Hang oberhalb des Ortskerns auch zu einer Wohngemeinde entwickelt. Viele Erwerbstätige sind deshalb Wegpendler, die hauptsächlich in den Regionen Solothurn und Bern arbeiten.

## Verkehr
Die Gemeinde liegt abseits der grösseren Durchgangsstrassen an einer Verbindungsstrasse von Lohn-Ammannsegg entlang dem Südfuss des Bucheggberges nach Messen. Durch einen Postautokurs, welcher die Strecke von Bätterkinden nach Messen bedient, sowie durch den Rufbus Bucheggberg ist Aetingen an das Netz des öffentlichen Verkehrs angeschlossen.

## Geschichte
Das Gemeindegebiet von Aetingen war schon während der Römerzeit besiedelt, was durch einige Funde aus dem 2. Jahrhundert nach Christus im Bereich der Kirche nachgewiesen werden konnte. Im Frühmittelalter befand sich bei Altschloss oberhalb des Dorfes ein bisher nicht näher erforschtes Refugium.
Die erste urkundliche Erwähnung des Ortes erfolgte 1267 unter dem Namen Etinge. Jüngere Schreibvarianten sind Hättingen (1275), Etingon (1300), Etingen (1309) und Aetingen (1329). Der Ortsname geht auf den althochdeutschen Personennamen Ato zurück und bedeutet mit dem Suffix -ingen so viel wie «bei den Leuten des Ato».
Die Kirche von Aetingen, die gemäss Ausgrabungen schon wesentlich vor der ersten Nennung des Dorfes bestanden haben muss, gehörte zunächst dem Kloster St. Gallen und ging dann über die Johanniterkomturei von Thunstetten zur Reformationszeit an Bern. Im Mittelalter gehörte Aetingen zur Herrschaft Aarwangen. Nach 1309 wechselte es mehrmals den Besitzer, bevor es an Bern kam. Im Jahr 1470 wurde das Dorf von Solothurn erworben und der Vogtei Bucheggberg eingegliedert. Auch die niedere Gerichtsbarkeit ging an Solothurn über, das Aetingen zum Gerichtsort ernannte, während die hohe Gerichtsbarkeit bis 1798 beim bernischen Landgericht Zollikofen lag. Nach dem Zusammenbruch des Ancien Régime (1798) gehörte Aetingen während der Helvetik zum Distrikt Biberist und ab 1803 zum Bezirk Bucheggberg.

## Sehenswürdigkeiten
Die reformierte Pfarrkirche von Aetingen, eine Saalkirche mit Rechteckchor, wurde von 1502 bis 1510 im spätgotischen Stil an der Stelle mehrerer Vorgängerbauten neu erbaut und im 17. sowie im 19. Jahrhundert umgebaut und vergrössert. Zusammen mit dem Pfarrhaus von 1654, der Pfarrscheune von 1794 und dem Pfrundstöckli bildet sie eine reizvolle Einheit. Der alte Ortskern ist geprägt von charakteristischen Bauernhäusern aus dem 17. bis 19. Jahrhundert.

## Persönlichkeiten
- Hugo Sieber (1911–1990), Ökonom und Professor für Volkswirtschaftslehre

## Bilder

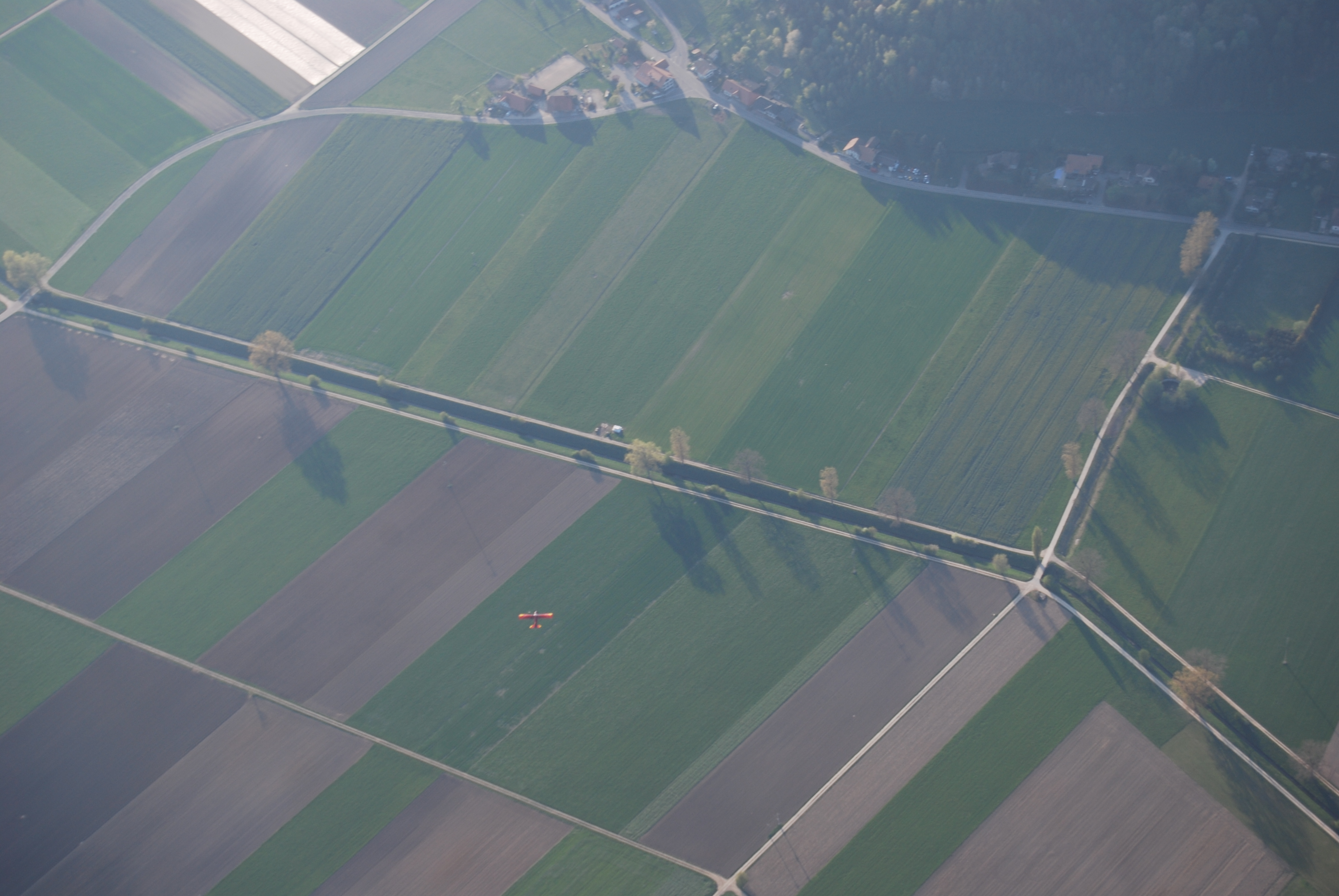
Die Ebene des Limpachtals bei Aetingen, oben im Bild das Dorf Brittern
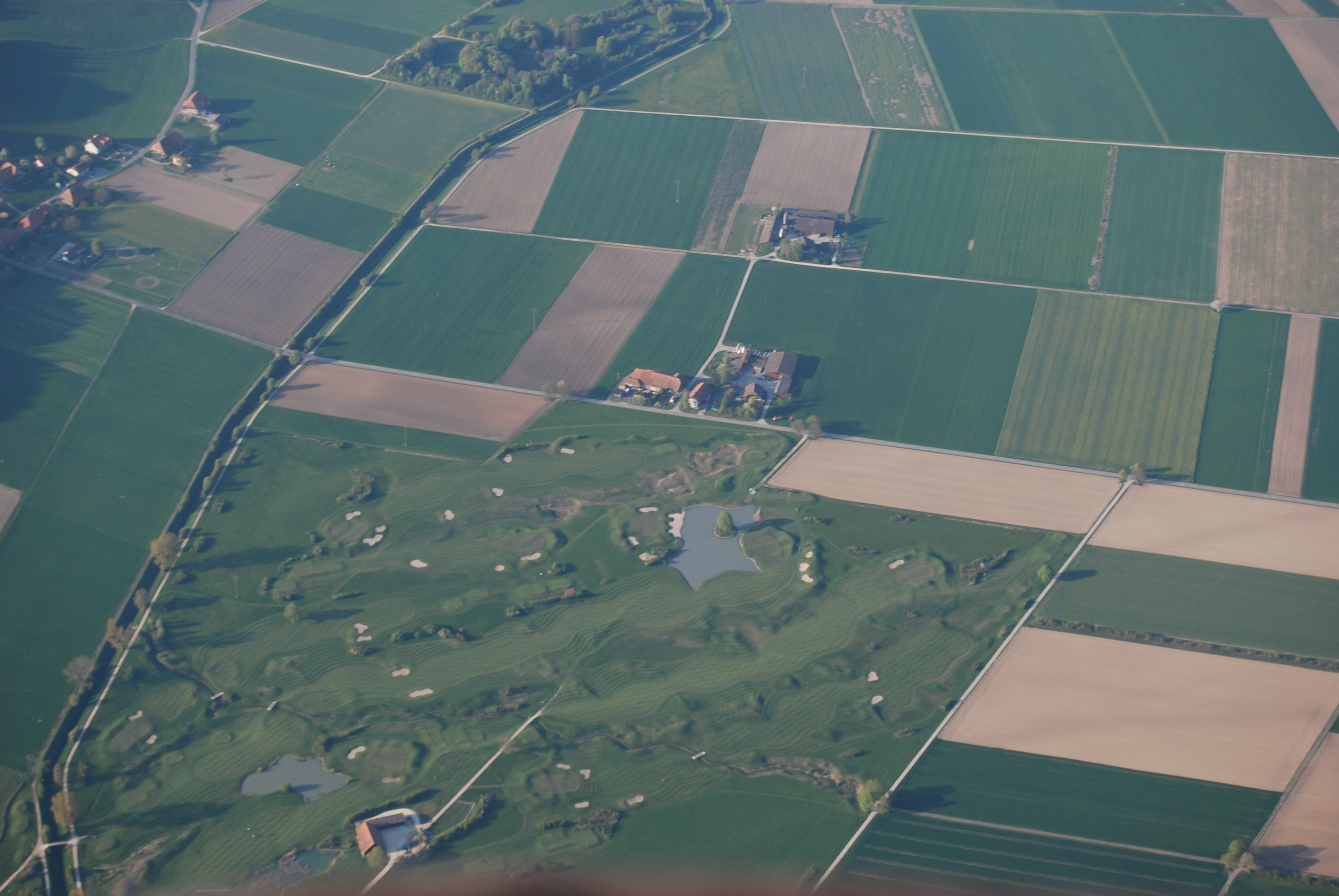
Golfplatz Aetingen
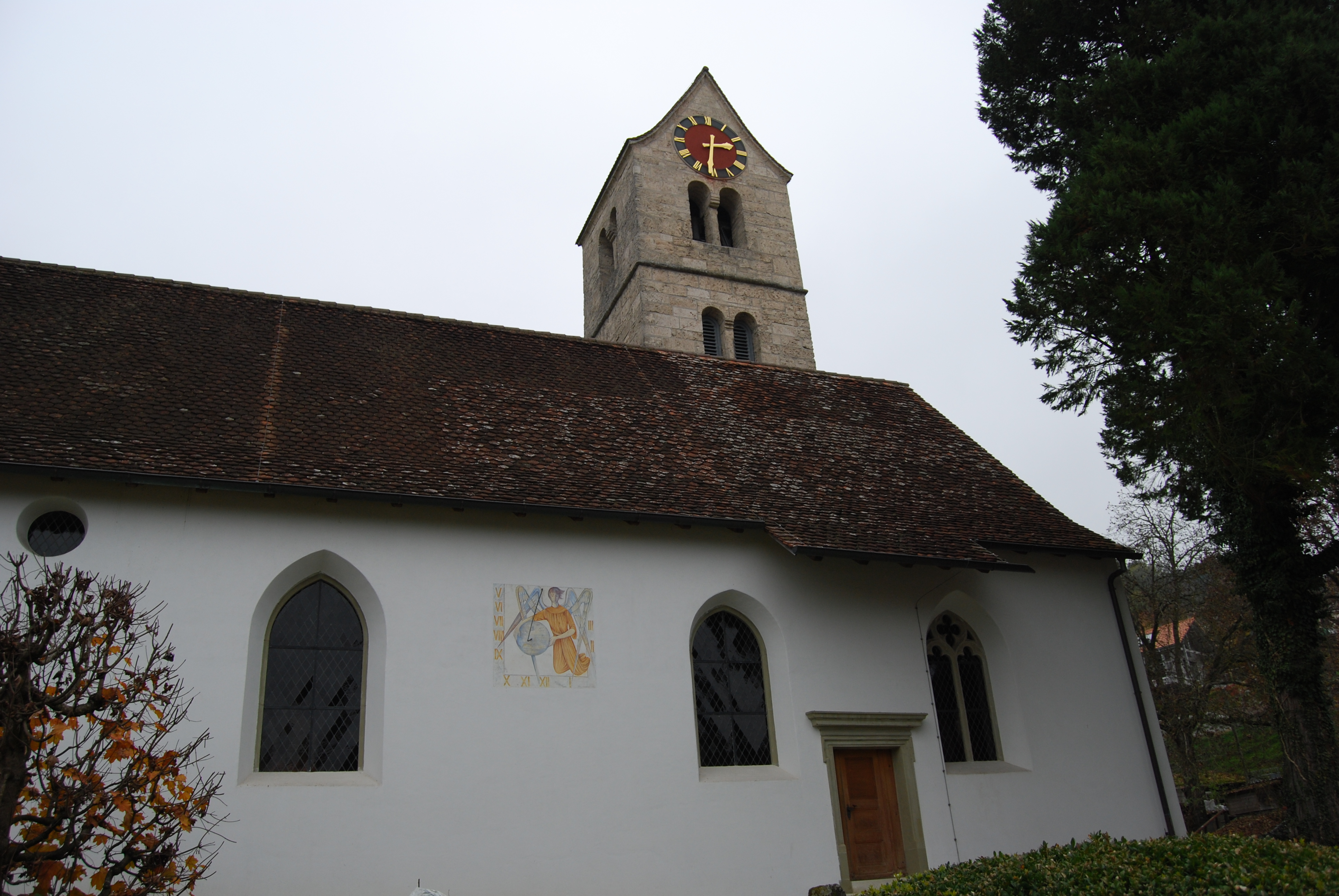
Pfarrkirche von Aetingen
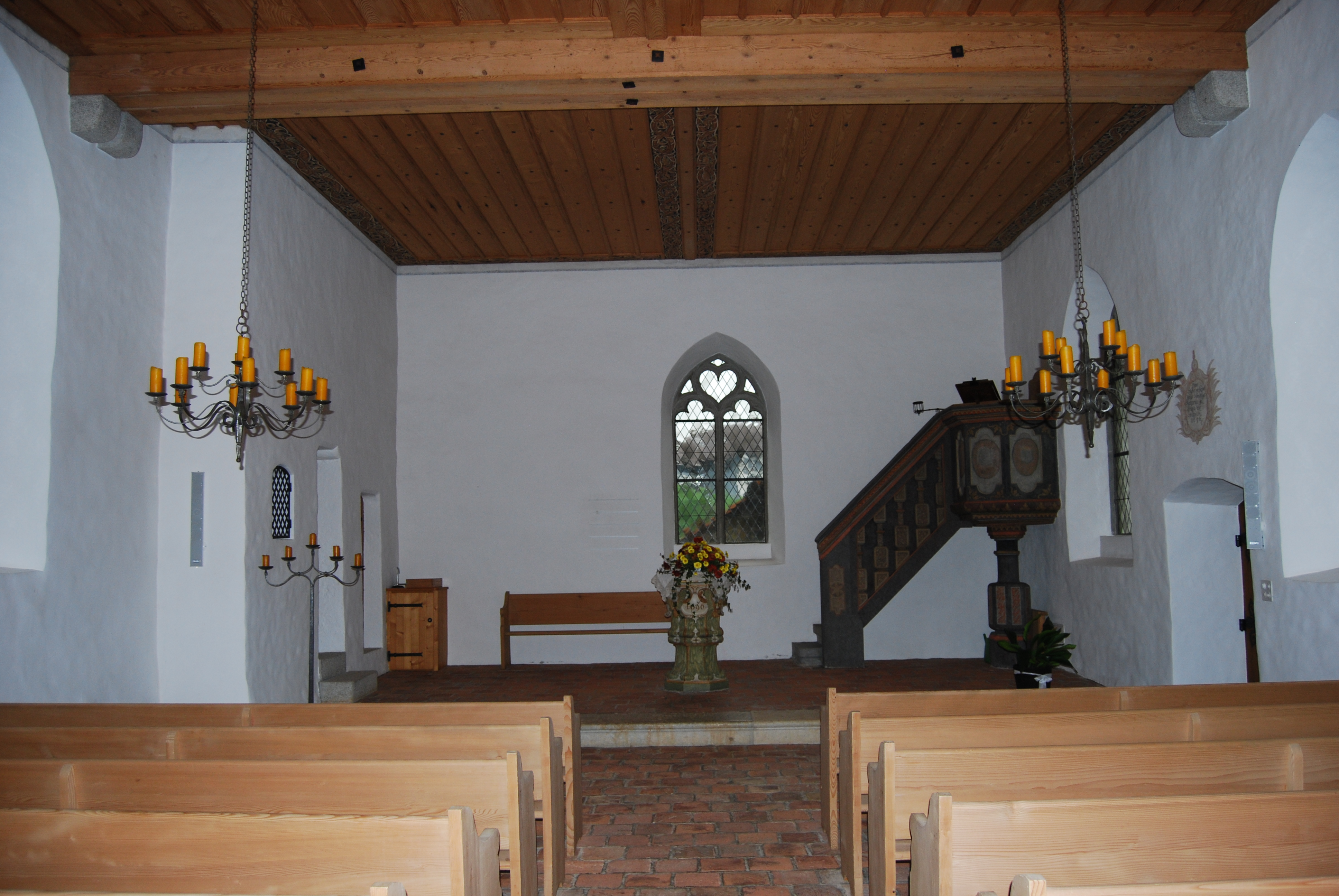
Innenansicht der Kirche
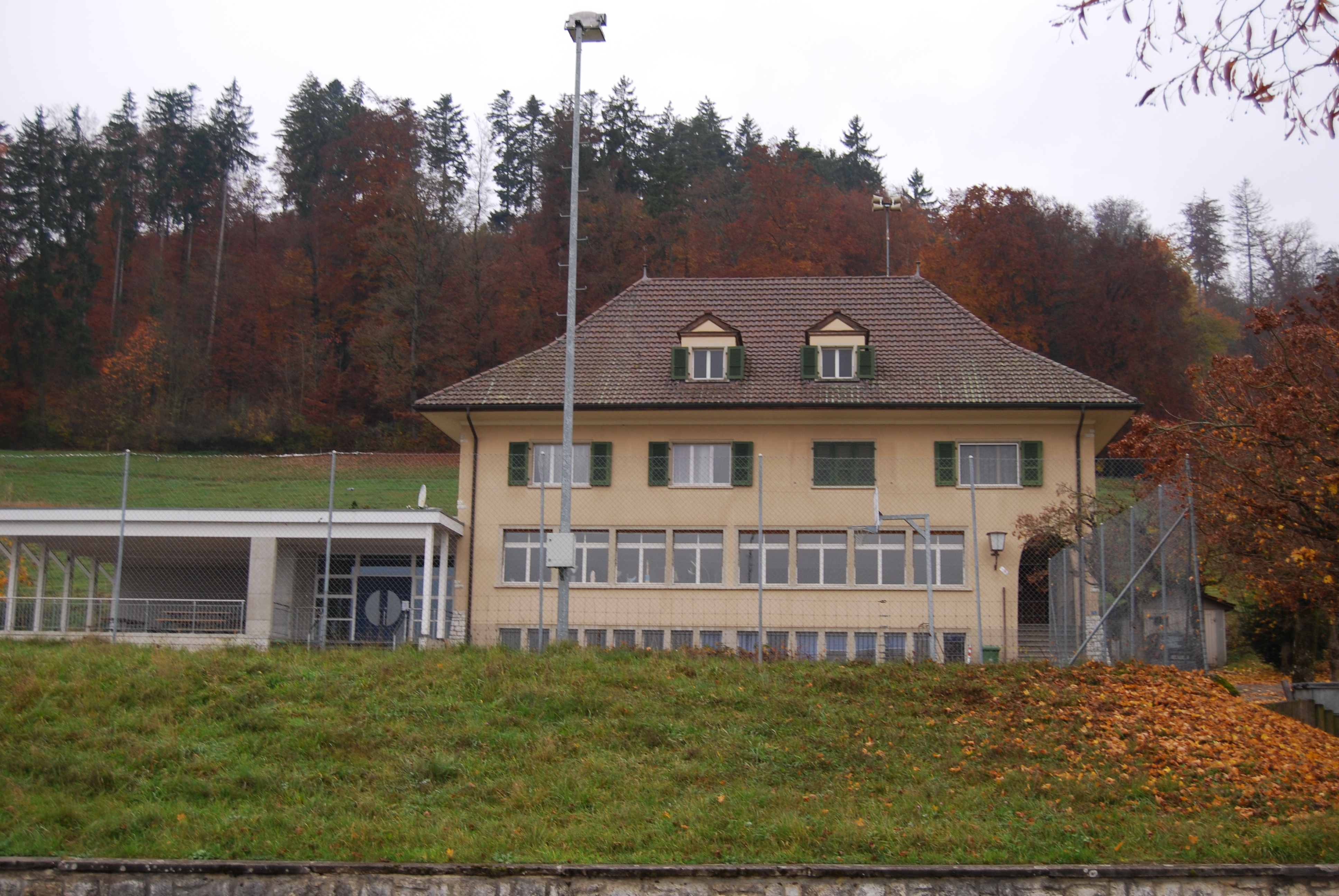
Schulhaus
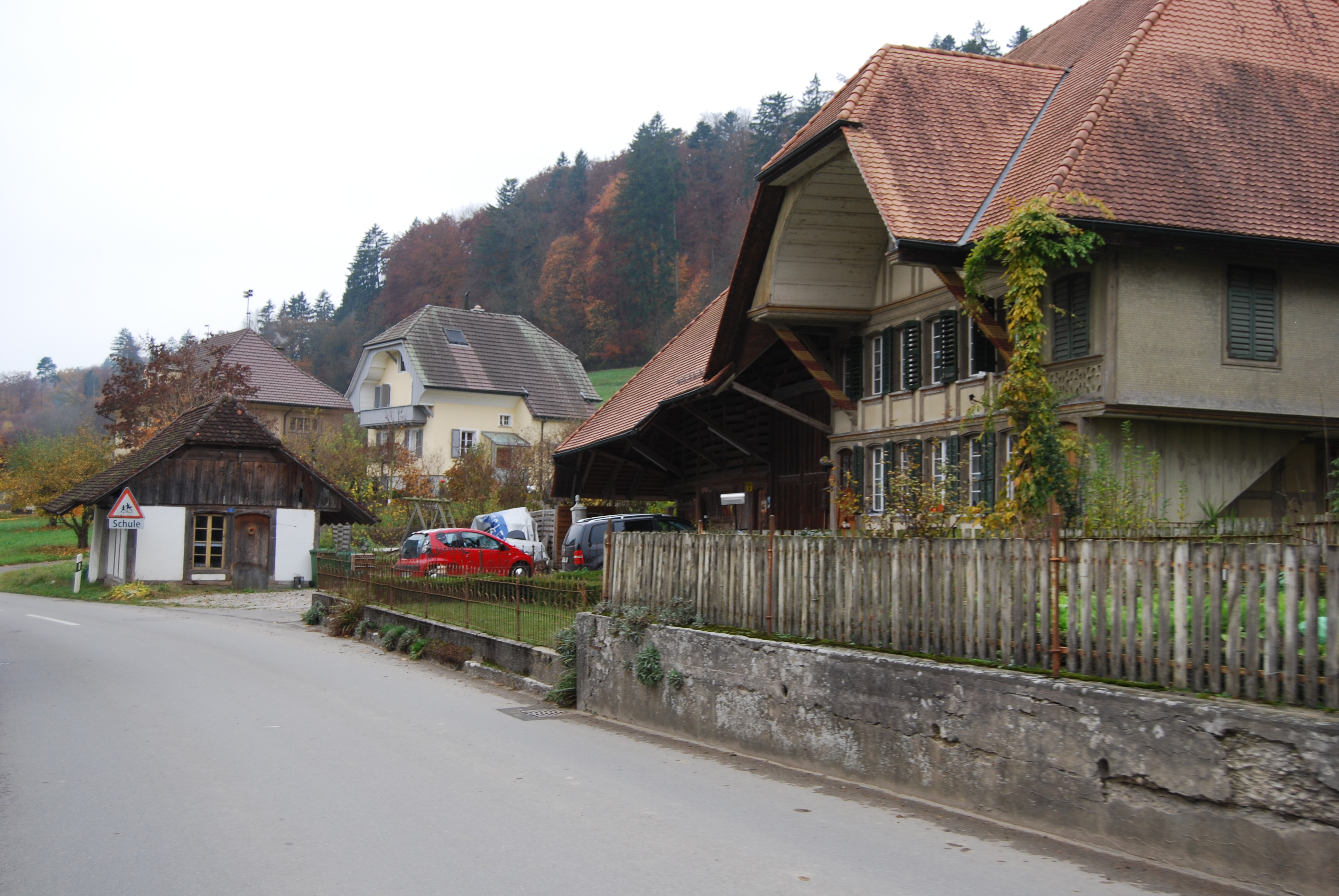
Dorfstrasse
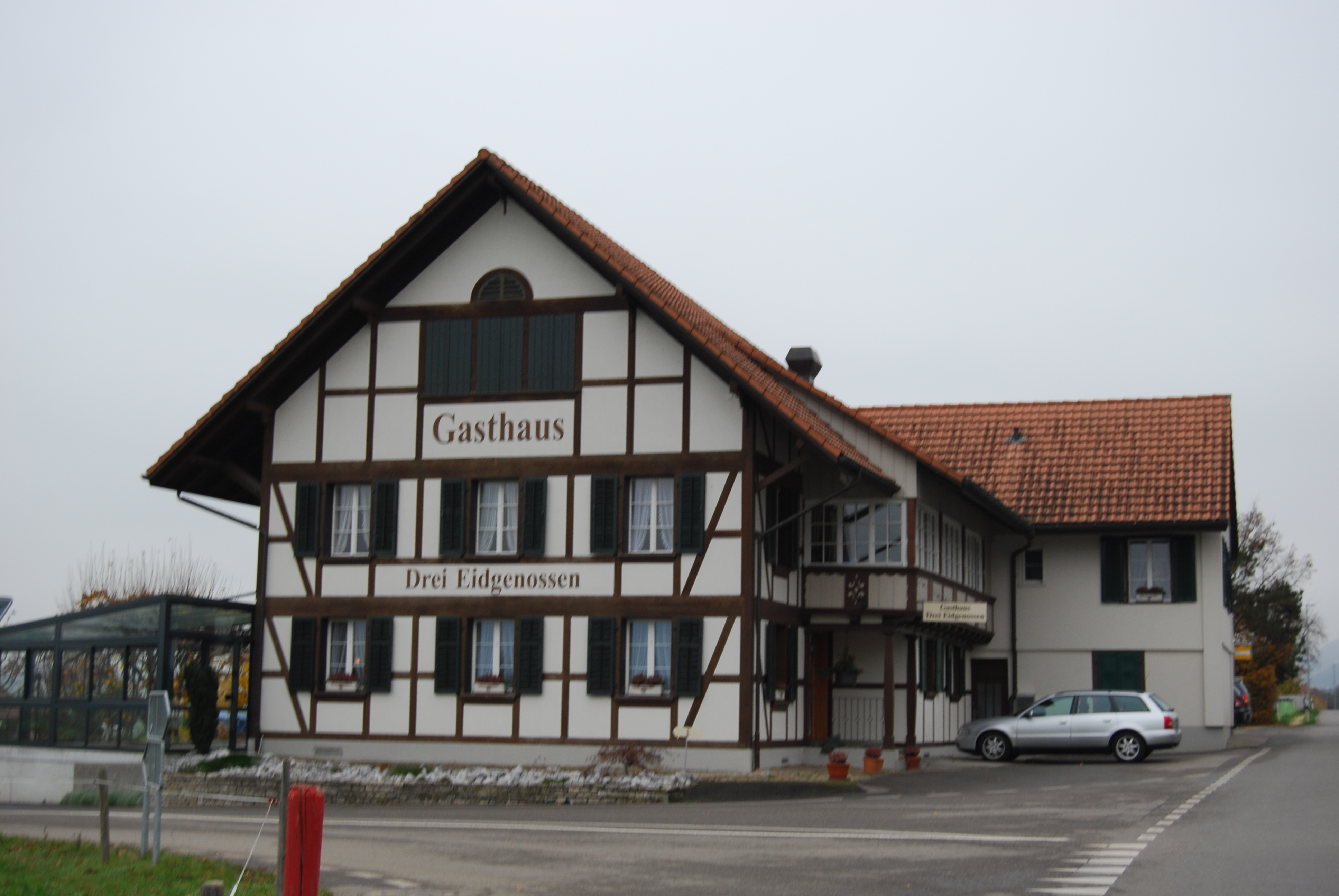
Gasthaus Drei Eidgenossen in Brittern

## Wappen
Blasonierung
Schräglinks geteilt von Schwarz mit wachsendem gelbem Löwen, und von Weiss mit schwarzem Schrägrechtsbalken